# Richie Rich (TV-serie, 1980)
Richie Rich är en amerikansk tecknad TV-serie, baserad på karaktären med samma namn som skapades av det amerikanska serietidningsförlaget Harvey Comics. TV-serien producerades av Hanna-Barbera Productions och sändes ursprungligen i ABC mellan 1980 och 1984.